# Liste der Baudenkmale in Mangōnui
Die Liste der Baudenkmale in Mangōnui umfasst alle vom New Zealand Historic Places Trust (NZHPT) als „Historic Place“ oder „Historic Area“ eingestuften Baudenkmale und Flächendenkmale der neuseeländischen Ortschaft Mangōnui. Die Angaben stammen aus dem Register des NZHPT. Die Bezeichnungen der Baudenkmale orientieren sich an diesem Register. In die Liste werden auch bekannte Wahi Tapu (Area), kulturell und religiös bedeutsame Stätten und Gebiete der Māori, aufgenommen. Sie werden jedoch meist nicht publiziert.

| Bild                    | Bezeichnung                             | Ort      | Anschrift                                        | Beschreibung                                  | Bauzeit | Eintrag                                       | Nummer | Kat.  |
| ----------------------- | --------------------------------------- | -------- | ------------------------------------------------ | --------------------------------------------- | ------- | --------------------------------------------- | ------ | ----- |
| Mangonui Courthouse     | Mangonui Courthouse                     | Mangōnui | 124 Waterfront Drive Karte                       | ehem. Zollhaus                                | 1892    | 16. November 1989                             | 0078   | 1     |
| Mangonui Hotel          | Mangonui Hotel                          | Mangōnui | 112-114 Waterfront Drive Karte                   | Hotel                                         | 1906    | 28. Juni 1990                                 | 0450   | 1     |
| Mangonui Penney Cottage | Mangonui Penney Cottage                 | Mangōnui | 16 Beach Road, Mill Bay, Mangōnui 0420 Karte     | Wohnhaus                                      | 1856    | 5. September 1984                             | 3895   | 2     |
| BW                      | Butler House (Ferguson's)               | Mangōnui | 31 Marchant Road, Hihi Karte                     | Wohnhaus                                      | 1840er  | 25. November 1986                             | 0447   | 2     |
| Old Oak Hotel           | Old Oak Hotel                           | Mangōnui | 66 Waterfront Drive Karte                        | Hotel mit Boutique-Restaurant                 | 1861    | 25. November 1984                             | 0451   | 2     |
| BW                      | St Andrew's Church, including Belltower | Mangōnui | 9 Colonel Mould Drive Karte                      | Kirche und Glockenturm                        | 1860    | 25. November 1982                             | 0452   | 2     |
| BW                      | Mangōnui School (Former)                | Mangōnui | 11 Colonel Mould Drive Karte                     | Ehemalige Schule                              | 1884    | 25. November 1982                             | 2582   | 2     |
| BW                      | Mangōnui Store                          | Mangōnui | 115 Waterfront Drive Karte                       | Laden                                         | 1907    | 25. November 1982                             | 2584   | 2     |
| BW                      | Barrett Cottage                         | Mangōnui | 9 Beach Road Karte                               | Wohnhaus                                      |         | 6. November 1984                              | 3894   | 2     |
| BW                      | Windermere                              | Mangōnui | 2, 4, 6 Tasman Street and Waterfront Drive Karte | Wohnhaus                                      | um 1870 | 6. November 1984                              | 3898   | 2     |
| BW                      | Post Office (Former)                    | Mangōnui | 118-122 Waterfront Drive Karte                   | Ehemaliges Postamt                            | 1904    | 6. September 1984                             | 3901   | 2     |
| BW                      | Villa                                   | Mangōnui | 13 Tasman Street Karte                           | Wohnhaus                                      |         | 6. September 1984                             | 3902   | 2     |
| BW                      | Wharf Store                             | Mangōnui | 126 Waterfront Drive Karte                       | Laden                                         | um 1890 | 6. September 1984                             | 3903   | 2     |
| BW                      | Old Bakehouse                           | Mangōnui | 50 Waterfront Drive Karte                        | Ehemalige Bäckerei von J. Feist, heute Museum | 1920    | 6. September 1984                             | 3949   | 2     |
| Rangikapiti Pa          | Rangikapiti Pa                          | Mangōnui | Rangikapiti Road, Mangōnui 0420 Karte            | befestigtes Dorf der Māori (Pā)               | 1350    | Status unklar, nicht im öffentlichen Register |        | keine |